# 奈良県警察部
奈良県警察部（ならけんけいさつぶ）は、戦前の内務省監督下の奈良県が設置した府県警察部であり、奈良県内を管轄区域とする。
1948年（昭和23年）3月6日に廃止となり、奈良県警察部は国家地方警察奈良県本部と奈良市警察などの自治体警察に再編されることになった。

## 沿革
- 1887年（明治20年）11月　大阪府より奈良県が分離。奈良県警察本部を設置。
- 1890年（明治23年）10月　奈良県警察部に改称。
- 1905年（明治38年）4月　奈良県第四部に改称。
- 1907年（明治40年）7月　奈良県警察部に改称。
- 1928年（昭和3年）7月　特別高等警察課を設置。
- 1945年（昭和20年）10月　特別高等警察が廃止。
- 1946年（昭和21年）6月　公安課（公安警察）を設置。

## 組織
1927年（昭和2年）時点
- 警務課
- 高等警察課
- 保安課
- 刑事課
- 衛生課

## 警察署
1927年（昭和2年）時点
- 奈良警察署
- 柳生警察署
- 生駒警察署
- 竜田警察署
- 郡山警察署
- 丹波市警察署
- 針ヶ別所警察署
- 桜井警察署
- 松山警察署
- 榛原警察署
- 田原本警察署
- 八木警察署
- 高田警察署
- 御所警察署
- 五条警察署
- 上市警察署
- 下市警察署
- 十津川警察署

## 歴代部長
| 代 | 官職名                 | 氏名       | 就任日         | 退任日         | 前職                           | 後職                   | 備考                           |
| -- | ---------------------- | ---------- | -------------- | -------------- | ------------------------------ | ---------------------- | ------------------------------ |
| 1  | 警部長 警察本部長      | 田中貴道   | 1887年11月9日  | 1890年10月11日 | 内務属                         | 栃木県警部長           |                                |
| 2  | 警部長 警察部長        | 河西安人   | 1890年10月13日 | 1891年12月23日 | 検事                           | 非職                   |                                |
| 3  | 警部長 警察部長        | 小松川隆   | 1891年12月25日 | 1893年3月21日  | 沖縄県警部長                   | 非職                   |                                |
| 4  | 警部長 警察部長        | 川上親晴   | 1893年3月21日  | 1896年12月2日  | 警視                           | 京都府警部長           |                                |
| 5  | 警部長 警察部長        | 福原鐐二郎 | 1896年12月2日  | 1897年3月12日  | 奈良県参事官                   | 鳥取県警部長           |                                |
| 6  | 警部長 警察部長        | 井上穆     | 1897年3月12日  | 1898年6月27日  | 鳥取県警部長                   | 群馬県警部長           |                                |
| 7  | 警部長 警察部長        | 秋山久作   | 1898年6月27日  | 1899年2月21日  | 群馬県警部長                   | 依願免本官             |                                |
| 8  | 警部長 警察部長        | 依田銈次郎 | 1899年2月21日  | 1900年1月20日  | 福島県警部長                   | 高知県警部長           |                                |
| 9  | 警部長 警察部長        | 玉置慶次郎 | 1900年1月20日  | 1900年7月5日   | 和歌山県参事官                 | 石川県警部長           |                                |
| 10 | 警部長 警察部長        | 龍岡篤敬   | 1900年7月5日   | 1901年8月20日  | 岐阜県警部長                   | 佐賀県警部長           |                                |
| 11 | 警部長 警察部長        | 大味久五郎 | 1901年8月20日  | 1902年10月20日 | 奈良県参事官                   | 山梨県警部長           |                                |
| 12 | 警部長 警察部長        | 児玉利実   | 1902年10月20日 | 1905年4月19日  | 三重県警部長                   | -                      |                                |
| 12 | 事務官 第四部長 警務長 | 児玉利実   | 1905年4月19日  | 1907年7月13日  | -                              | -                      |                                |
| 12 | 事務官 警察部長 警務長 | 児玉利実   | 1907年7月13日  | 1907年11月8日  | -                              | 岡山県事務官・警察部長 |                                |
| 13 | 事務官 警察部長 警務長 | 岡田忠彦   | 1907年11月8日  | 1909年5月4日   | 大分県事務官                   | 山口県事務官・警察部長 |                                |
| 14 | 事務官 警察部長 警務長 | 豊澤彌二   | 1909年5月4日   | 1909年10月1日  | 警視                           | 休職                   |                                |
| 15 | 事務官 警察部長 警務長 | 田中喜介   | 1909年10月1日  | 1913年6月13日  | 千葉県事務官                   | 鳥取県内務部長         |                                |
| 16 | 警察部長               | 三矢宮松   | 1913年6月13日  | 1914年6月9日   | 〔福井県物産館長〕             | 三重県警察部長         |                                |
| 17 | 警察部長               | 藤沼庄平   | 1914年6月9日   | 1916年4月28日  | 岡山県都窪郡長                 | 鹿児島県警察部長       |                                |
| 18 | 警察部長               | 平賀周     | 1916年4月28日  | 1918年6月29日  | 茨城県理事官                   | 警察講習所教授         |                                |
| 19 | 警察部長               | 田寺俊信   | 1918年7月1日   | 1919年4月19日  | 奈良県理事官                   | 休職                   |                                |
| 20 | 警察部長               | 市村慶三   | 1919年4月19日  | 1921年2月23日  | 兵庫県理事官                   | 皇宮警察長             |                                |
| 21 | 警察部長               | 小栗一雄   | 1921年2月23日  | 1922年1月21日  | 東京府理事官                   | 長崎県警察部長         |                                |
| 22 | 警察部長               | 清水徳太郎 | 1922年1月21日  | 1923年10月27日 | 栃木県理事官                   | 宮崎県警察部長         |                                |
| 23 | 警察部長               | 吉田勝太郎 | 1923年10月27日 | 1924年6月27日  | 宮崎県警察部長                 | 千葉県警察部長         |                                |
| 24 | 警察部長               | 中谷秀     | 1924年6月27日  | 1924年12月20日 | 長崎県理事官                   | -                      |                                |
| 24 | 書記官 警察部長        | 中谷秀     | 1924年12月20日 | 1927年5月17日  | -                              | 富山県書記官・警察部長 |                                |
| 25 | 書記官 警察部長        | 蔵重久     | 1927年5月17日  | 1929年7月8日   | 福島県書記官・警察部長         | 岐阜県書記官・内務部長 |                                |
| 26 | 書記官 警察部長        | 二見直三   | 1929年7月8日   | 1931年12月24日 | 大分県書記官・警察部長         | 京都府書記官・警察部長 |                                |
| 27 | 書記官 警察部長        | 岩上夫美雄 | 1931年12月24日 | 1932年6月30日  | 大阪府工場監督官               | 岡山県書記官・警察部長 |                                |
| 28 | 書記官 警察部長        | 泉守紀     | 1932年6月30日  | 1935年1月19日  | 北海道庁警察部特別高等警察課長 | 栃木県書記官・警察部長 |                                |
| 29 | 書記官 警察部長        | 斎藤亮     | 1935年1月19日  | 1937年7月8日   | 内務省社会局事務官             | 石川県書記官・警察部長 |                                |
| 30 | 書記官 警察部長        | 青木秀夫   | 1937年7月8日   | 1938年1月18日  | 神奈川県警察部警務課長         | 厚生省傷兵保護院書記官 |                                |
| 31 | 書記官 警察部長        | 橋爪清人   | 1938年1月18日  | 1940年7月26日  | 台湾総督府事務官               | 茨城県書記官・警察部長 |                                |
| 32 | 書記官 警察部長        | 小幡治和   | 1940年7月26日  | 1942年7月7日   | 内務省警保局事務官             | 栃木県書記官・警察部長 |                                |
| 33 | 書記官 警察部長        | 瓜生順良   | 1942年7月7日   | 1942年11月1日  | 情報局情報官                   | -                      |                                |
| 33 | 部長 警察部長          | 瓜生順良   | 1942年11月1日  | 1943年11月1日  | -                              | 陸軍司政官             |                                |
| 34 | 部長 警察部長          | 中村絹次郎 | 1943年11月1日  | 1944年8月2日   | 陸軍司政官                     | 厚生省書記官           |                                |
| 35 | 部長 警察部長          | 村川重太郎 | 1944年8月2日   | 1945年10月13日 | 北京領事                       | 依願免本官             |                                |
| 36 | 部長 警察部長          | 荒川又市   | 1945年10月13日 | 1945年10月27日 | -                              | -                      | 兼任 本務:奈良県部長・内政部長 |
| 37 | 部長 警察部長          | 町田稔     | 1945年10月27日 | 1946年4月1日   | 奈良県経済部長                 | -                      |                                |
| 37 | 地方事務官 警察部長    | 町田稔     | 1946年4月1日   | 1946年6月8日   | -                              | 内閣事務官             |                                |
| 38 | 地方事務官 警察部長    | 熊野徳次郎 | 1946年6月8日   | 1947年2月24日  | 愛媛県経済部長                 | 岡山県警察部長         |                                |
| 39 | 地方事務官 警察部長    | 大石芳     | 1947年6月24日  | 1948年3月6日   | 大阪府警察部刑事課長           | 奈良県警察長           |                                |

## 主な事件
- 水国事件
- 五私鉄疑獄事件